# Маздак

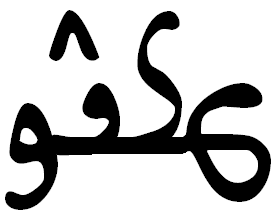
Маздак перською

Маздак Молодший (*Mazdak., бл. 450 —528/529) — середньовічний перський релігійний реформатор. Розглядають одним з перших східних соціалістів.

## Життєпис
Походив з роду перських жерців. Народився близько 450 року, в селі поблизу річки Тигру. Син жреця Бамдада. Став жерцем вогня. У 491 році очолив рух проти перської аристократії. Спочатку його підтримували купці, дехкани, ремісники, частина дрібної місцевої знаті, міська голота. Маздака підтримав шах Кавад I, який мав намір послабили вище жрецтво та велику аристократію на чолі із Зарміхром. Тому завдяки шаху Маздак стає верховним жрецем (мобедом) Персії
Поступово він узурпував релігійну владу і проголосив нове тлумачення зороастризму, заявивши про те, що народ забув сенс Зенд-Авести, не так виконує веління Бога, як проповідував Зоратустра і що його, нібито, послали оновити віру зороастризму. Його вчення швидко набувало популярності в умовах запеклої боротьби кількох придворних партій і подальшого зростання невдоволення народу, що посилювалося частими неврожаями.
Маздак умовив шаха роздати зерно з шахських запасів, потім оголосив про усуспільнення власності і проголосив гасло «Всім порівну!». Рух маздакитів охопив Месопотамію та Закавказзя. Крім захоплення харчів маздакити відкривали і розпускали гареми.
Проте у 496 році Кавада I було повалено, ув'язнили його в «замок забуття». Шахом князі призначили брата останнього —. З цього моменту Маздака було відсторонено. У 499 році Кавад I, який до того зумів втекти на схід, за допомогою ефталітів рушив до Ктесіфону. По всій Персії повстали маздакіти, зрікся трону, і Кавад I повернув владу в державі.
Після цього становище Маздака не лише відновилося, а суттєво зміцнилося. У 497 році шах скасував закони про традиційний шлюб. Сам Маздак, чим далі, тим більше підпадав під вплив радикального крила руху. Незгодні з реформами були оголошені прихильниками зла і піддалися терору з боку маздакитів.
Втім після 502 року в русі відбувся розкол. Оскільки маздакити захоплення майна знаті, роздавання його народу прийняло дуже великі розміри, від Маздака відійшла велика частина середньої знаті, які побоювалися за свої землі. Значного удару по становищу Маздака завдав шах Кавадом I, який наказав стратити військовика Сіявуша (прихильника Маздака), що у 496 році врятував шаха з в'язниці.
У 528 або 529 році, скориставшись початком війни з Візантією Кавад I вирішив покінчити з Маздаком. Його було запрошено на інсценований шахом релігійний диспут з зороастрійськими жерцями. Маздака тут же оголосили єретиком і стратили з усіма присутніми на диспуті представниками народного руху — зариті живцем в землю вниз головою (за іншою версією його розстріляли з луків). Велика кількість рядових маздакитів були схоплені. Почалась різанина маздакитів. Існує гіпотеза, що ініціатором цієї розправи, під час якої було страчено старшого сина Кавада I — Кабуса, який прийняв маздакізм старший царевич Кавус, був молодший син шаха — царевич Хосров Ануширван.
Під його гаслами йшло повстання Муканни наприкінці VIII ст. в Середній Азії, повстання Бабека на початку IX ст. на Кавказі.